# Billingshausen (Birkenfeld)
Billingshausen ist ein Gemeindeteil der Gemeinde Birkenfeld im Landkreis Main-Spessart in Bayern.

## Geographie
Der Karbach entsteht in Billingshausen durch Zusammenfluss von Grundgraben und Kettlichsgraben. Das Pfarrdorf Billingshausen liegt in einer Höhe von etwa 232 m ü. NN. Nachbarorte sind Duttenbrunn, Zellingen, Leinach, Birkenfeld und Urspringen.

## Geschichte
Für die Urnenfelderzeit (1200–750 v. Chr.) konnten Urnenfelderbestattungen in Billingshausen nachgewiesen werden. Ende des 16. Jahrhunderts war der Graf Wolfgang von Castell zu Remlingen für das bis 1556 wertheimische Dorf Billingshausen zuständig und der Ort wurde mit evangelischen Pfarrern besetzt, die auch heute noch die umliegenden Ortschaften mitbetreuen. Vor der Gebietsreform in Bayern war Billingshausen eigenständige Gemeinde im Landkreis Marktheidenfeld, danach bis zur Eingemeindung nach Birkenfeld im Landkreis Main-Spessart. Billingshausen hatte am 1. Januar 2018 eine Einwohnerzahl von 515.

## Baudenkmäler
Siehe: Liste der Baudenkmäler in Billingshausen

## Persönlichkeiten
- Friedrich Adolf von Zwanziger (1745–1800), Diplomat und Politiker